# Golden (album de Kylie Minogue)
Pour les articles homonymes, voir Golden.
Albums de Kylie Minogue
Kylie Christmas
(2015) Disco
(2020)
Singles
1. Dancing
Sortie : 19 janvier 2018
2. Stop Me from Falling
Sortie : 9 mars 2018
3. Golden
Sortie : 29 mai 2018
4. A Lifetime to Repair
Sortie : 17 août 2018
5. Music's Too Sad Without You
Sortie : 13 octobre 2018
6. Sincerely Yours
Sortie : 9 novembre 2018

Golden est le quatorzième album studio de la chanteuse australienne Kylie Minogue, sorti le 6 avril 2018. 
L'album a débuté à la 1re place du hit-parade britannique (pour la semaine du 13 au 19 avril 2018).

## Liste des pistes
| Édition standard | Édition standard                                  | Édition standard                                                                              | Édition standard            | Édition standard | Édition standard | Édition standard | Édition standard | Édition standard | Édition standard |
| No               | Titre                                             | Auteur                                                                                        | Producteur(s)               | Durée            |                  |                  |                  |                  |                  |
| ---------------- | ------------------------------------------------- | --------------------------------------------------------------------------------------------- | --------------------------- | ---------------- | ---------------- | ---------------- | ---------------- | ---------------- | ---------------- |
| 1.               | Dancing                                           | - Kylie Minogue - Nathan Chapman - Steve McEwan                                               | Sky Adams                   | 2:58             |                  |                  |                  |                  |                  |
| 2.               | Stop Me from Falling (feat. Gente de Zona)        | - Minogue - Adams - McEwan - Danny Shah                                                       | Adams                       | 3:01             |                  |                  |                  |                  |                  |
| 3.               | Golden                                            | - Minogue - Lindsay Rimes - Liz Rose - McEwan                                                 | Rimes                       | 3:07             |                  |                  |                  |                  |                  |
| 4.               | A Lifetime to Repair                              | - Minogue - Adams - Shah                                                                      | Adams                       | 3:19             |                  |                  |                  |                  |                  |
| 5.               | Sincerely Yours                                   | - Minogue - Jesse Frasure - Amy Wadge                                                         | Frasure                     | 3:28             |                  |                  |                  |                  |                  |
| 6.               | One Last Kiss                                     | - Minogue - Ash Howes - Richard Stannard                                                      | - Howes - Stannard          | 3:41             |                  |                  |                  |                  |                  |
| 7.               | Live a Little                                     | - Minogue - Adams - Shah                                                                      | Adams                       | 3:07             |                  |                  |                  |                  |                  |
| 8.               | Shelby '68                                        | - Minogue - Howes - Stannard                                                                  | - Howes - Stannard          | 3:35             |                  |                  |                  |                  |                  |
| 9.               | Radio On                                          | - Minogue - Wadge - Jonathan Green                                                            | Jon Green                   | 3:42             |                  |                  |                  |                  |                  |
| 10.              | Love                                              | - Minogue - Mich Hansen - Daniel Heløy Davidsen - Peter Wallevik - Wayne Hector - Autumn Rowe | Adams                       | 2:52             |                  |                  |                  |                  |                  |
| 11.              | Raining Glitter                                   | - Minogue - Alex Smith - Mark Taylor - Francis White                                          | - Smith - Taylor - Eg White | 3:33             |                  |                  |                  |                  |                  |
| 12.              | Music's Too Sad Without You (aved Jack Savoretti) | - Minogue - Savoretti - Samuel Dixon                                                          | Dixon                       | 4:09             |                  |                  |                  |                  |                  |
| 40:33            |                                                   |                                                                                               |                             |                  |                  |                  |                  |                  |                  |

| Édition deluxe | Édition deluxe          | Édition deluxe                    | Édition deluxe           | Édition deluxe | Édition deluxe | Édition deluxe | Édition deluxe | Édition deluxe | Édition deluxe |
| No             | Titre                   | Auteur                            | Producteur(s)            | Durée          |                |                |                |                |                |
| -------------- | ----------------------- | --------------------------------- | ------------------------ | -------------- | -------------- | -------------- | -------------- | -------------- | -------------- |
| 13.            | Lost Without You        | - Minogue - Green                 | - Green - Charlie Russel | 4:04           |                |                |                |                |                |
| 14.            | Every Little Part of Me | - Minogue - Wadge - Adams         | Adams                    | 2:58           |                |                |                |                |                |
| 15.            | Rollin'                 | - Minogue - Wadge                 | Adams                    | 3:32           |                |                |                |                |                |
| 16.            | Low Blow                | - Minogue - Shah - Adams - McEwan | Adams                    | 2:56           |                |                |                |                |                |
| 54:03          |                         |                                   |                          |                |                |                |                |                |                |